# فرانكي توماس
فرانكي توماس (بالإنجليزية: Frankie Thomas)‏ ولد بتاريخ 28 نوفمبر 1906 في أستراليا، هو دراج أسترالي في صنف سباق الدراجات على الطريق.

## وصلات خارجية
- الموقع الرسمي

## روابط خارجية
- فرانكي توماس على موقع أرشيف الدراجات (الإنجليزية)
- فرانكي توماس على موقع إحصائيات الدراجات الإحترافية (الإنجليزية)